# Ligament artériel
Le ligament artériel (ou ligament de Botal) est un petit ligament tendu entre l'origine de l'artère pulmonaire gauche et la face inférieure de l'arc de l'aorte à la jonction de ses parties horizontale et descendante.

## Rapport
Le ligament artériel est étroitement lié en dehors avec le nerf laryngé récurrent gauche et le nerf vague gauche. En dedans il est en rapport avec le plexus cardiaque et en arrière avec la bronche principale gauche.

## Fonction
Chez l’adulte, le ligament artériel n’a aucune fonction. Il s'agit d'un vestige du canal artériel.

## Aspect clinique
Le ligament artériel joue un rôle dans les traumatismes majeurs. Il fixe l'aorte en place lors de mouvements brusques, ce qui peut potentiellement entraîner, mais très rarement, une rupture de l'aorte.
Si le canal artériel ne se ferme pas après la naissance, une affection connue sous le nom de persistance du canal artériel peut se développer. Il s’agit d’une malformation congénitale assez courante. Les patients peuvent subir des opérations qui les privent de ligament artériel.
La persistance du canal artériel est une malformation congénitale provoquée par la non fermeture du canal artériel. Son traitement entraîne l'absence du ligament artériel.